# Comore ai Giochi della XXXIII Olimpiade
Le Comore hanno partecipato ai Giochi della XXXIII Olimpiade che si sono svolti a Parigi dal 26 luglio all'11 agosto 2024, con una delegazione di 4 atleti, 3 uomini e 1 donna.

## Delegazione
| Sport            | Uomini | Donne | Totale |
| ---------------- | ------ | ----- | ------ |
| Atletica leggera | 1      | 0     | 1      |
| Canoa/kayak      | 1      | 0     | 1      |
| Nuoto            | 1      | 1     | 1      |
| Totale           | 3      | 1     | 4      |

## Risultati

### Atletica leggera
| Q | Qualificato al turno successivo per la posizione in qualificazione                                                           |
| q | Qualificato per il turno successivo per ripescaggio o, negli eventi su campo, conquistando la misura minima per qualificarsi |

Eventi su pista e strada
| Atleta           | Evento      | Preliminari | Preliminari | Batteria  | Batteria  | Semifinale      | Semifinale      | Finale          | Finale          |
| Atleta           | Evento      | Risultato   | Posizione   | Risultato | Posizione | Risultato       | Posizione       | Risultato       | Posizione       |
| ---------------- | ----------- | ----------- | ----------- | --------- | --------- | --------------- | --------------- | --------------- | --------------- |
| Hachim Maaroufou | 100 m piani | 10"44       | 3 q         | 10"52     | 9         | non qualificato | non qualificato | non qualificato | non qualificato |

### Canoa/Kayak

#### Slalom

##### Maschile
| Atleta     | Evento | Qualificazioni | Qualificazioni | Qualificazioni | Qualificazioni | Qualificazioni | Qualificazioni | Semifinali      | Semifinali      | Semifinali      | Finale          | Finale          | Finale          |
| Atleta     | Evento | 1ª manche      | Pos.           | 2ª manche      | Pos.           | Migliore       | Posizione      | Penalità        | Tempo           | Posizione       | Penalità        | Tempo           | Posizione       |
| ---------- | ------ | -------------- | -------------- | -------------- | -------------- | -------------- | -------------- | --------------- | --------------- | --------------- | --------------- | --------------- | --------------- |
| Andy Barat | K-1    | 105.82         | 22°            | 107.59         | 20º            | 105.82         | 24º            | non qualificato | non qualificato | non qualificato | non qualificato | non qualificato | non qualificato |

##### Kayak cross
| Atleta     | Evento           | Qualificazione | Pos. | Primo turno | Ripescaggio | Batterie        | Quarti di finale | Semifinali      | Finale    |
| Atleta     | Evento           | Qualificazione | Pos. | Posizione   | Posizione   | Posizione       | Posizione        | Posizione       | Posizione |
| ---------- | ---------------- | -------------- | ---- | ----------- | ----------- | --------------- | ---------------- | --------------- | --------- |
| Andy Barat | K Cross maschile | 76.95          | 30°  | 3° R        | 4°          | non qualificato | non qualificato  | non qualificato | 38°       |

### Nuoto

#### Maschile
| Atleta        | Evento             | Batterie | Batterie | Semifinali      | Semifinali      | Finale          | Finale          |
| Atleta        | Evento             | Tempo    | Pos.     | Tempo           | Pos.            | Tempo           | Pos.            |
| ------------- | ------------------ | -------- | -------- | --------------- | --------------- | --------------- | --------------- |
| Hassane Hadji | 100 m stile libero | 1'07"21  | 79º      | non qualificato | non qualificato | non qualificato | non qualificato |

#### Femminile
| Atleta       | Evento            | Batterie | Batterie | Semifinali      | Semifinali      | Finale          | Finale          |
| Atleta       | Evento            | Tempo    | Pos.     | Tempo           | Pos.            | Tempo           | Pos.            |
| ------------ | ----------------- | -------- | -------- | --------------- | --------------- | --------------- | --------------- |
| Maesha Saadi | 50 m stile libero | 29"6     | 57º      | non qualificata | non qualificata | non qualificata | non qualificata |